# بارويلو ديل فالي
بارويلو ديل فالي (بالإسبانية: Barruelo del Valle)‏ هي بلدية تقع في مقاطعة بلد الوليد، قشتالة وليون، إسبانيا. وفقًا لتعداد عام 2004 (المعهد الوطني للإحصائيات)، كان عدد سكان البلدية 71 نسمة.